# Tamba tessellata
Tamba tessellata là một loài bướm đêm trong họ Noctuidae.